# Ferencz S. Apor

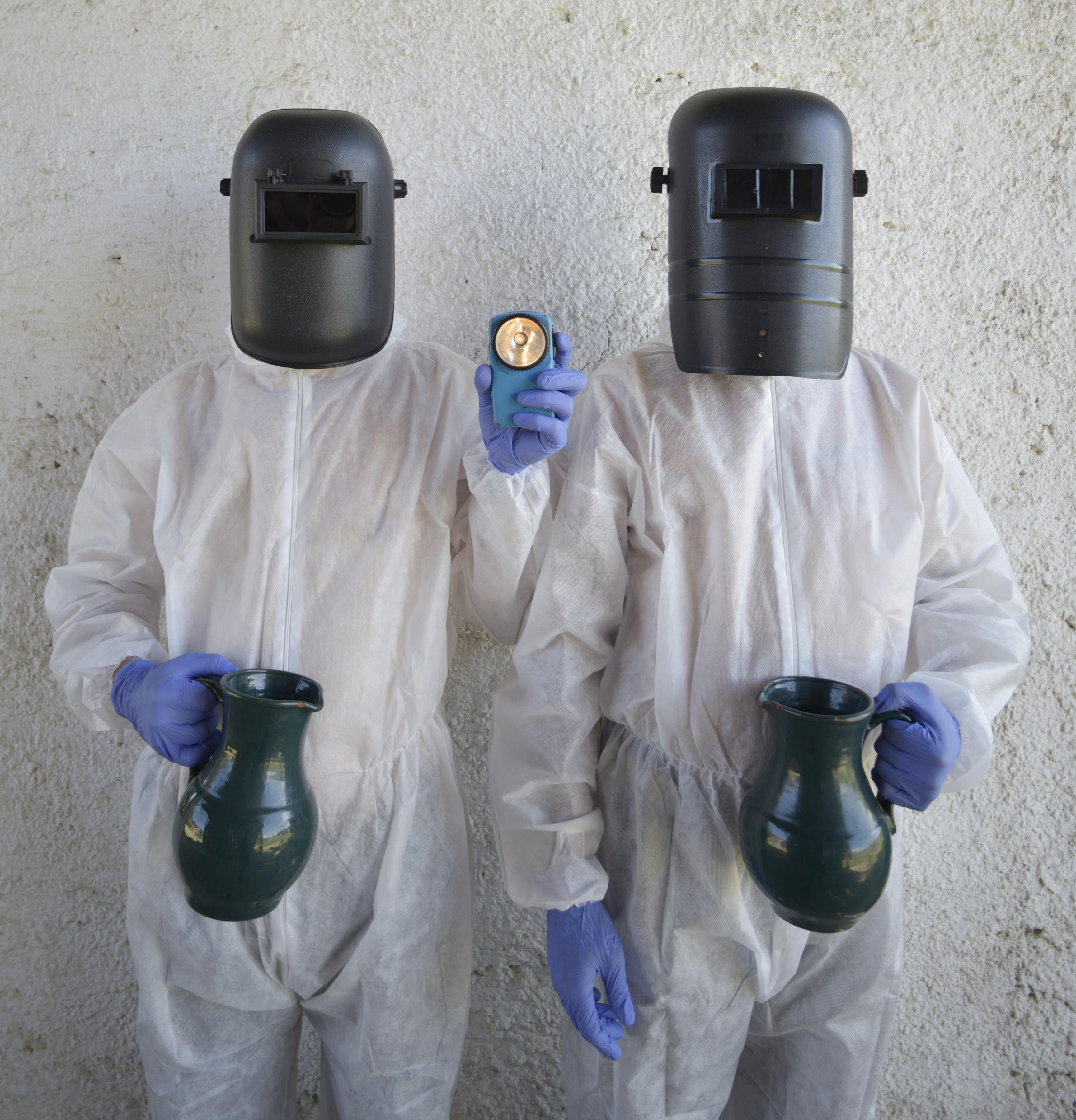
Ferencz S.Apor: Pandemic photo with my friend, 2020

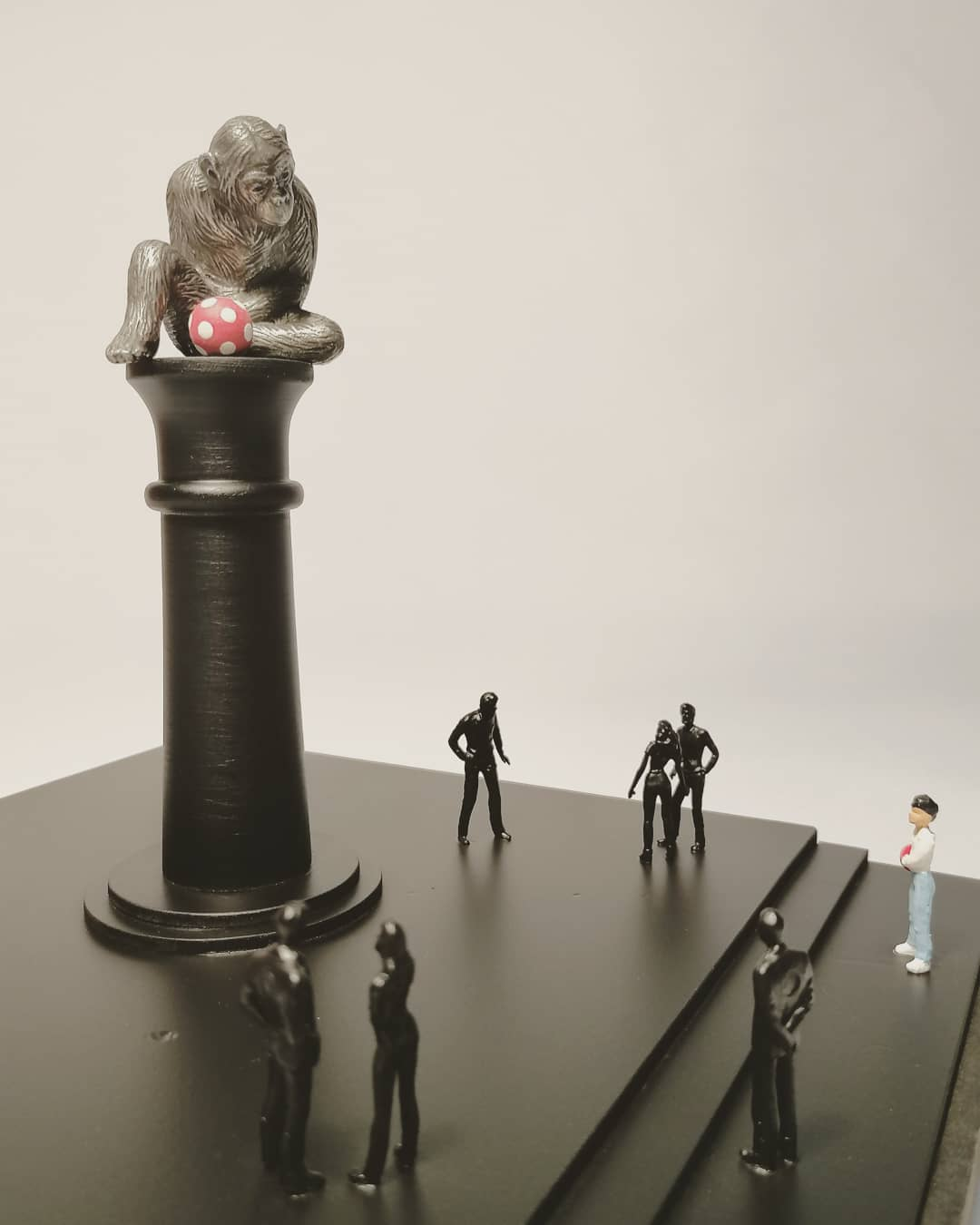
Ferencz S. Apor: Memorial, 2021

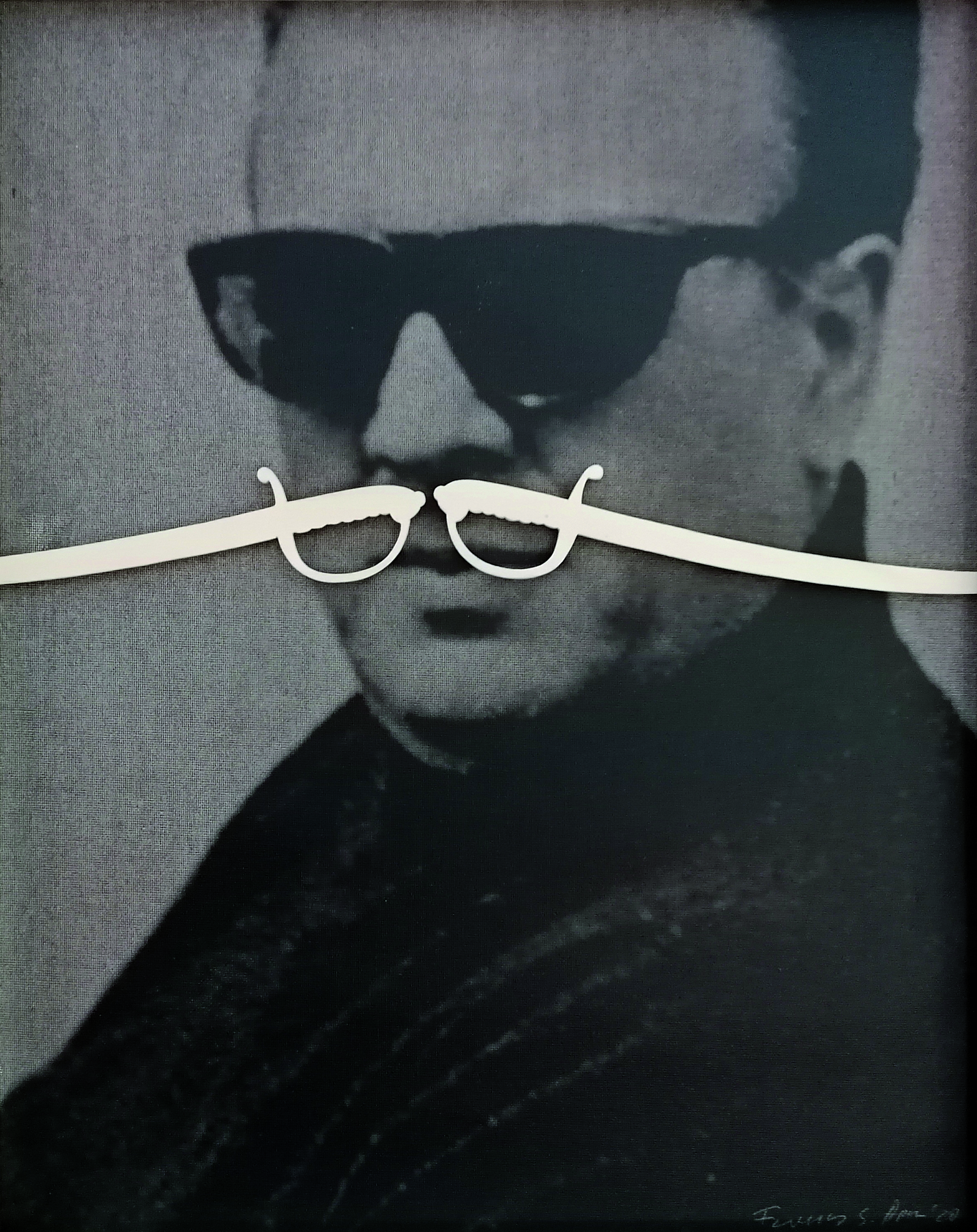
Ferencz S. Apor: Státusz, 2021

Ferencz S. Apor (Csíkszereda, 1975.) képzőművész.

## Élete
Tanulmányait ugyanitt a Nagy István Művészeti Középiskolában (1994), majd a bukaresti Művészeti Egyetemen (2001) végezte.
Több szakmai szervezetnek tagja: többek között a Romániai Képzőművészek Szövetségének, a budapesti Caffart Képzőművészeti Egyesületnek, és a MAMŰ Társaságnak. 2015-ben alapította és az óta szerkeszti a Fórumtizenöt nevű online képzőművészeti fórumot, amely a székelyföldi kortárs képzőművészeti történések szemléje.
Korábbi szakmai elismerései között szerepel a Communitas Alapítvány alkotói ösztöndíja (2003, 2010), a Budapest Galéria ösztöndíja (2006, 2019), a NKÖM és az Illyés Közalapítvány HOLLÓSY SIMON ösztöndíja (2006), a BARCSAY-díj (2011), a II. Székelyföldi Grafikai Biennále különdíja (2012), a Magyar Művészeti Akadémia Ösztöndíja (2021-2024) és számos NKA alkotói támogatás. 2017-től a sepsiszentgyörgyi Székelyföldi Grafikai Biennálé megbízott kurátora.
„Az utóbbi években főként saját környezetem problémáit dolgozom fel. 2014 óta munkáiban hangsúlyosabban van jelen az emlékezés témaköre és a saját, emberi kapcsolati hálóm viszonyrendszerének kérdései. Művészetem tartalmi hátterében gyakran megtalálhatók társadalomkritikai elemek, de ugyanúgy helyet kap a humor és az ironikus hangvétel. Sokszor privát tárgyaimból, családi fotóimból kollázsolok, installálok, újraértelmezek. Eszköztáramban fontos szerephez jut a talált tárgy és beemelem a “provinciám” tárgyi kultúrájának egy-egy elemét is, ily módon hangsúlyozva a lokális, tradicionális értékek fontosságát. Különösen fontos számomra a mű üzenete,  az ábrázolhatóság és a mondanivalóm kortárs formanyelven való megjelenítése.” (FSA)